# Crystelle-Ida Ngnipoho-Pokam
Crystelle-Ida Ngnipoho-Pokam (* 24. April 1987 in Bafoussam) ist eine kamerunische Fußballspielerin.

## Karriere
Sie begann ihre Karriere bei Princesse de Mbanga bevor sie 2007 zu Justice Douala ging. Im Sommer 2008 wechselte sie dann zum FF USV Jena. Sie absolvierte erfolgreich im Sommer 2008 ein Probetraining in Jena. Aufgrund von Problemen bei der Beschaffung der Spielgenehmigung und eines Visums für Deutschland bestritt sie allerdings noch kein Pflichtspiel für Jena. Im November 2008 ging sie zurück nach Kamerun und spielt momentan für AS Génie, weil sie in Jena keine Spielgenehmigung bekam. Nach zwei Jahren mit AS Genié wechselt sie im Januar 2010 zu FC Franck Rohliceck de Douala.

## Position
Ngnipoho-Pokam ist gelernte Abwehrspielerin, kann aber auch im Mittelfeld eingesetzt werden. Ihre Spielweise wird oft mit Gennaro Gattuso verglichen. Sie ist eine kraftvolle, technisch versierte, vielseitig einsetzbare und athletische Spielerin, die ein Spiel lesen kann.

## International
Ngnipoho-Pokam ist Nationalspielerin der kamerunischen Nationalmannschaft. Mit dem Team gewann sie am 19. April 2003 die Bronze-Medaille beim Turnier in Abuja, Nigeria. 1 Jahr später die Silber-Medaille beim African Cup of Nations 2004 in Südafrika und wurde Vierte beim gleichen Turnier 2006 in Nigeria. Im November 2008 repräsentierte sie ihr Heimatland bei CAN Feminine 2008 in Äquatorialguinea.

## Erfolge
- 2000: Kamerunischer Pokalsieger
- 2003: Bronze-Medaillen-Gewinnerin beim Turnier in Abuja, Nigeria
- 2004: Gewinn der Silbermedaille beim Women’s African Football Championship
- 2006: Platz 4 beim Women’s African Football Championship